# Dendrobium fuerstenbergianum
Dendrobium fuerstenbergianum är en orkidéart som beskrevs av Rudolf Schlechter. Dendrobium fuerstenbergianum ingår i släktet Dendrobium, och familjen orkidéer.
Artens utbredningsområde är Thailand. Inga underarter finns listade i Catalogue of Life.

## Bildgalleri

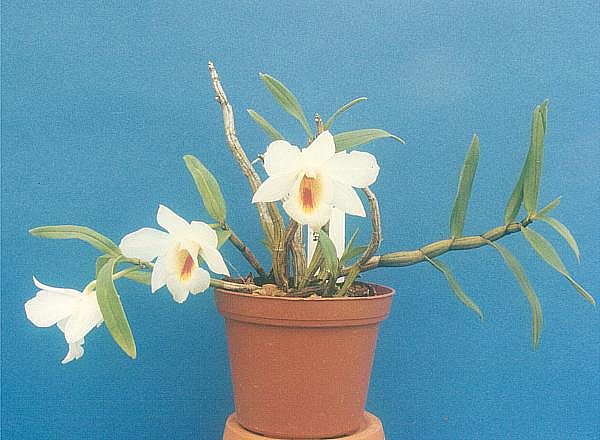
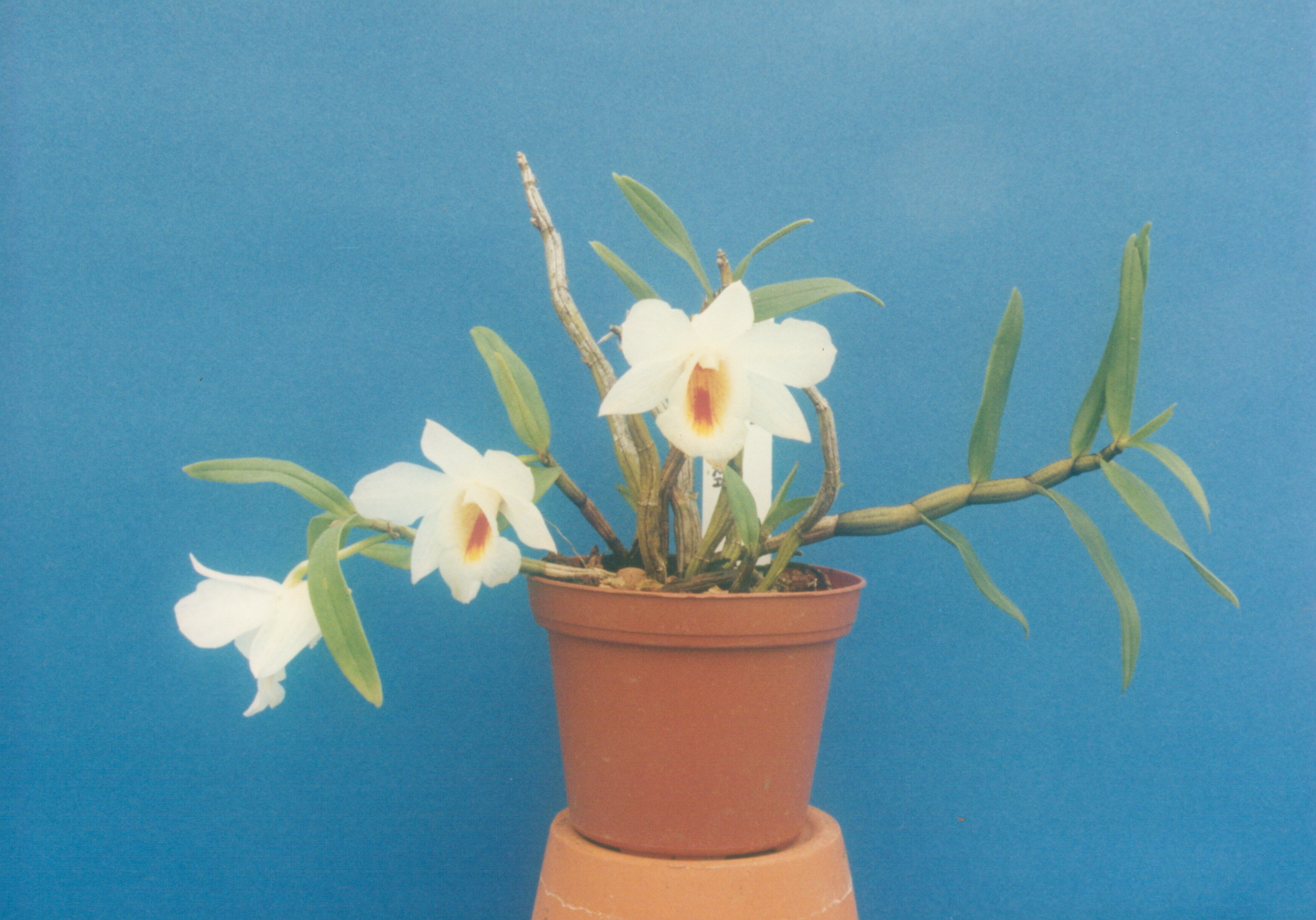